# Doãn Nho
Doãn Nho (sinh ngày 1 tháng 8 năm 1933) là một nhạc sĩ, Đại tá Quân đội nhân dân Việt Nam được biết tới với những ca khúc Tiến bước dưới quân kỳ, Người con gái sông La, Năm anh em trên một chiếc xe tăng, Chiếc khăn Piêu... Ngoài ra, ông đã từng giành được 1 giải Cống hiến.

## Tiểu sử
Ông sinh năm 1933, quê ở làng Cót, xã Yên Hòa, huyện Từ Liêm, ngoại thành Hà Nội, nay thuộc quận Cầu Giấy, thành phố Hà Nội. Ông còn có các bút danh khác là Ánh Quyên, Bun Nho.
Ông có một người anh trai là nhà văn Doãn Quốc Sỹ. Sau năm 1954 anh trai ông đã di cư vào nam rồi sau năm 1975 thì sang định cư tại Hoa Kỳ. 
Thuở nhỏ, ông đã sớm tiếp xúc với âm nhạc dân gian Bắc Bộ và âm nhạc phương Tây, bắt đầu học violon năm 10 tuổi. Tháng 5 năm 1945, ông tham gia Đội Thiếu niên cứu quốc trong Mặt trận Việt Minh, với nhiệm vụ tuyên truyền vận động trong thiếu nhi và phổ biến các bài hát cách mạng. Năm 1946, ông tham gia vào Đội tuyền truyền lưu động Bắc Giang, rồi Đội Tuyên truyền xung phong Vĩnh Yên năm 1948. Năm 1951, ông về Đội văn công trường Lục quân, vừa chơi violon vừa sáng tác những ca khúc đầu tay như Bà mẹ nuôi (1951), Tiến theo gương La Văn Cầu... Tháng 10 năm 1954, ông công tác tại Đoàn văn công Tổng cục chính trị, viết bài hát Vui giải phóng, hợp xướng Sóng Cửa Tùng (1955) và những ca khúc như Chiếc khăn Piêu (1956), Tiến bước dưới quân kỳ (1958) đã định hình phong cách sáng tác của ông sau này.
Từ 1962-1964, Doãn Nho được cử đi học sáng tác tại Nhạc viện Kiev (Liên Xô). Trở về nước, ông đi vào chiến trường ở Khu 4, Nam Lào, Quảng Trị. Ở đây ông đã có những tác phẩm: Quả bom câm, Tây Nguyên mừng đón thơ Bác, Bài ca Kpakơlơn, Tây Nguyên chiến thắng (1966), Năm anh em trên một chiếc xe tăng (thơ Hữu Thỉnh - 1971), Người con gái sông La (1972), Hát mừng quê ta giải phóng... và ca cảnh Lá đơn tình nguyện (kịch bản Kim Tiến, Quốc Bảo).
Ngoài những sáng tác thanh nhạc, ông còn viết thanh xướng kịch Trẩy hội đền Hùng, một số tác phẩm khí nhạc như Thơ giao hưởng số 1 Tháng Tám lịch sử, Khúc tưởng niệm cho soprano và dàn nhạc, Concertino cung la thứ cho violon và dàn nhạc, Liên khúc giao hưởng ba chương Chiến thắng, Thơ giao hưởng số 2 Thánh Gióng, Thanh xướng kịch Hoa Lư - Thăng Long (chương 1) và gần đây nhất là nhạc cho vở balê Một thời và mãi mãi dựa trên xúc cảm về hình tượng hai liệt sĩ trẻ Nguyễn Văn Thạc và Đặng Thùy Trâm... Ông còn viết nhạc cho kịch, kịch múa và nhạc phim. Năm 1982, ông nhận bằng tiến sĩ lý luận tại Nhạc viện Kiev và đã có nhiều bài tiểu luận, tham luận, phê bình âm nhạc.
Nhạc sĩ Doãn Nho đã được tặng thưởng: Huân chương độc lập hạng 3, Huân chương lao động hạng 3, Huân chương quân công hạng nhất, Giải thưởng Nhà nước về văn học nghệ thuật đợt 2 năm 2001 và Giải thưởng Hồ Chí Minh về văn học nghệ thuật đợt 5 năm 2017.
Ông đã xuất bản: Tuyển tập Sóng Cửa Tùng (Nhà xuất bản Âm nhạc, 1973), tập bài hát Lời ru xanh (DIHAVINA, 1994).

## Tác phẩm

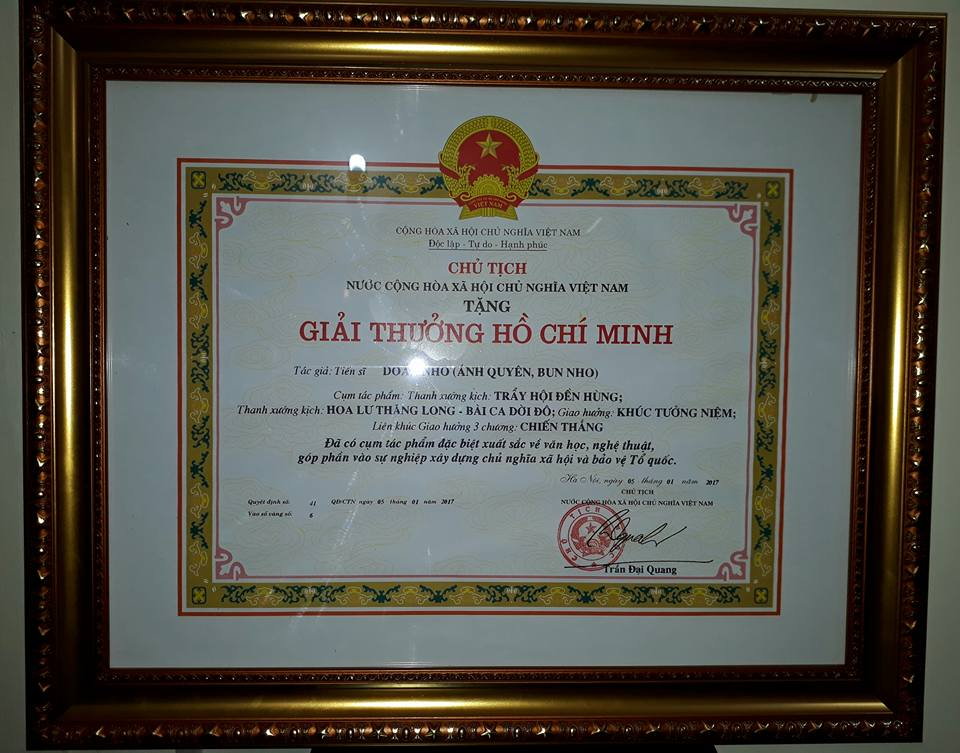
Giải thưởng Hồ Chí Minh về Văn học nghệ thuật do nhà nước Cộng hòa Xã hội chủ nghĩa Việt Nam trao tặng cho nhạc sĩ, tiến sĩ Doãn Nho, trong đợt trao tặng lần thứ năm, năm 2017.

### Ca khúc
- Tiến bước dưới quân kỳ
- Năm anh em trên một chiếc xe tăng
- Người con gái sông La
- Chiếc khăn Piêu
- Bài ca dân quân tự vệ thủ đô (lời Xuân Thiêm, Huy chương vàng Hội diễn toàn quốc 1972)
- Thần tốc, Mùa xuân (Huy chương vàng Hội diễn toàn quốc 1985)
- Quả bom câm
- Tây Nguyên mừng đón thơ Bác
- Hát mừng quê ta giải phóng
- Không rời biển xanh
- Bài ca Kpakơlơn
- Mỹ Ngụy no đòn
- Vùng lên giành chính quyền về tay nhân dân

### Khí nhạc và hợp xướng
- Hợp xướng Sóng Cửa Tùng (1955)
- Ca cảnh Lá đơn tình nguyện (1965)
- Thanh xướng kịch Trẩy hội đền Hùng (Giải nhất Hội Nhạc sĩ Việt Nam 1995)
- Giao hưởng liên khúc 3 chương Chiến thắng
- Thơ giao hưởng số 1 Tháng Tám lịch sử,
- Thơ giao hưởng số 2 Thánh Gióng
- Cantate Đời đời ghi nhớ (1997)
- Khúc tưởng niệm cho soprano và dàn nhạc (Giải thưởng Bộ Văn hoá Thông tin)